# Кировское (электродепо)
Электродепо «Ки́ровское» (ТЧ-1) — электродепо Самарского метрополитена. Обслуживает первую линию.

## Техническая характеристика
Электродепо «Кировское» — структурное подразделение, в ответственность которого входят задачи обеспечения эксплуатации и ремонта подвижного состава. Единственное депо Самарского метрополитена введено в эксплуатацию вместе с первым пусковым участком в декабре 1987 года. Депо занимает площадь в 13,3 га и на его территории расположены: административно-бытовой корпус (8 этажей), отстойно-ремонтные пролёты (9 канав), производственные мастерские, цех ТР-3 (включая покрасочный цех), камера мойки, камера продувки, погрузочно-разгрузочная платформа, АЗС, хозяйственно-бытовой блок и другие. Имеется возможность расширения депо до 29 отстойно-ремонтых канав. В депо имеется следующее оборудование: краны разных типов, в том числе мостовой кран на 16 тонн, домкраты, электропогрузчики, электротележка, различные станки. На территории депо расположена станция «Юнгородок».
Также электродепо имеет соединительную ветку, с железной дорогой в сторону товарной станции «Самарка» Куйбышевской железной дороги.

### Обслуживаемые линии
| #      | Линия     | \| Период \| \| ------ \| |
| ------ | --------- | ------------------------- |
| 1      | 1-я линия | 1987 — настоящее время    |
| Период |           |                           |

## Подвижной состав

### Пассажирский подвижной состав
Подвижной состав депо представлен вагонами серий 81-717, 81-717.5 (головные) и 81-714 с 81-714.5 (промежуточные), производства Мытищинского машиностроительного завода и Ленинградского вагоностроительного завода им. И. Е. Егорова (Санкт-Петербург). Имеются 24 головных вагона и 22 промежуточных вагона. Вагоны сцеплены по четыре в составы. Резерв составляют головные вагоны 0306, 0307. Списаны были вагоны 821 (вагон типа Д) и 838 (электровоз на базе вагона типа Д).
Самарский метрополитен в 2018 году отказался от предложенной Московским безвозмездной передачи электропоездов «Русич» в связи с высокой стоимостью их обслуживания.
Тип, производитель, количество, год, номер.
- 81-714, Мытищинский машиностроительный завод, 7 шт. (1987) 0408—0411, 0421—0423.
- 81-714, завод имени Егорова, 9 шт. (1987) 8029, 8039—8040, 8047—8050, 8108—8109.
- 81-714.5, завод имени Егорова, 6 шт. (1991) 11069—11072, 11090—11091.
- 81-717, Мытищинский машиностроительный завод, 7 шт. (1987) 0105—0107, 0113—0116.
- 81-717, завод имени Егорова, 9 шт. (1987) 8787, 8790, 8793—8797, 8826—8827.
- 81-717.5, завод имени Егорова, 6 шт. (1991) 10055—10056, 10066—10069.
- 81-717.5, Мытищинский машиностроительный завод, 2 шт. (1992) 0306—0307.
- 81-717.6, Мытищинский машиностроительный завод, 2 шт. (2020) 17601—17602.
- 81-714.6, Мытищинский машиностроительный завод, 2 шт. (2020) 14601—14602.

Списки составов
1. — 8787-8040-8029-8794
2. — 8795-8047-8049-8790
3. — 0106-0423-8039-0113
4. — 0107-0408-0410-0105
5. — 8797-8048-8050-8796
6. — 0115-0421-0422-8793
7. — 0114-0409-0411-0116
8. — 8827-8108-8109-8826
9. — 10069-11090-11091-10068
10. — 10055-11069-11070-10056
11. — 10067-11071-11072-10066
12. — 17601-14601-14602-17602